# Colotois algiriae
Colotois algiriae là một loài bướm đêm trong họ Geometridae.